# 여성제
여성제(呂聖齊, 1625년 ~ 1691년)는 조선의 문신이다. 자는 희천(希天), 호는 운포(雲浦), 본관은 함양이다. 시호는 정혜(靖惠)이다. 참판을 지낸 여이징의 아들로 한준겸의 외손자이자 강석기의 손녀사위이다.

## 생애
본래는 첨정(僉正) 여이량(呂爾亮)의 아들이나 후사가 없었던 여이징의 양자가 되었다. 생원시는 1650년, 1654년, 참봉에 제수되기도 했다. 같은 해 정시문과에 을과로 급제하여 북평사, 지평, 집의, 동부승지를 거쳐 전라도관찰사가 되고 이어 내직으로 돌아와서 호조참의, 대사간, 좌부승지를 거쳐 1678년, 강릉부사가 되고 병조참판, 좌승지를 거쳐 예조판서에 특진되고 국상도감제조, 도승지를 거쳐 판의금부사, 우찬성, 좌찬성을 거쳐 한성부판윤, 병조판서, 공조판서를 지내고 다시 이조판서를 거쳐 우의정이 되었다. 1688년, 박세채가 숙종에게 동평군 이항을 총애함이 지나치다고 간하였을 때 박세채를 변호하다가 노여움을 사서 경원부(慶源府)에 위리안치되었다. 좌의정을 거쳐 영의정에 이르렀다.

## 가계
여성제의 처 금천 강씨는 강문성의 딸로 강석기의 손녀였는데 고모인 민회빈 강씨의 옥사가 있었을 때 여성제는 화가 미칠 것을 염려해 강씨와 이혼하고 새 아내 윤씨를 들였다. 그러나 옛정을 잊지 못하고 강씨와의 사이에 자식을 두어 사람들이 구차하게 여기며 비난하였다. 강빈 옥사의 무고함이 풀리자 여성제는 강씨를 데려와 윤씨와 함께 살았고, 윤씨가 먼저 죽어 강씨가 그 제사를 지냈다. 이후 강씨는 다시 고첩을 돌려받아 정경부인에 봉해졌다.
- 증조부 : 여순원(呂順元)
- 증조모 : 이영의 딸
  - 조부 : 여우길(呂祐吉)
  - 조모 : ?
    - 아버지 : 여이량(呂爾亮)
    - 어머니 : 한효순의 딸

  - 양조부 : 여유길(裕吉)
  - 양조모 : 신준경의 딸
    - 양아버지 : 여이징(呂爾徵)
    - 양어머니 : 청주 한씨 - 한준겸의 딸
      - 부인 : 금천 강씨
        - 장남 : 여필승(呂必升)
        - 장녀 : 오수량(吳遂良)의 처
          - 외손자 : 오명항(吳命恒)
- 외증조부 : 한효윤(韓孝胤)
- 외증조모 : 신건의 딸
  - 외조부 : 한준겸(韓浚謙)
  - 외조모 : 황성의 딸
    - 이모 : 인렬왕후
    - 이숙 : 조선 인조

  - 처조부 : 강석기
    - 장인 : 강문성
    - 장모 : 신씨 - 신흠의 딸

## 같이 보기
- 여성제 묘역 및 신도비 - 광주시 향토유적 제8호